# Headquarters (албум)
Headquarters је трећи албум групе The Monkees објављен 1967. године. Ово је први албум у којем група сама свира интрументе и компонује неколико сингла. Као и два претходна албума, и овај албум се пласира број 1. у Сједињеним Државама али остаје само недељу дана након што су Битлси објавили њихов албум Sgt. Pepper's Lonely Hearts Club Band.

## Списак песама[2]
Прва страна
- 1. You Told Me (Michael Nesmith) – 2:22
- 2. I'll Spend My Life with You (Tommy Boyce, Bobby Hart) – 2:23
- 3. Forget That Girl (Douglas Farthing-Hatlelid) – 2:21
- 4. Band 6 (Micky Dolenz, Davy Jones, Nesmith, Peter Tork) – 0:38
- 5. You Just May Be the One (Nesmith) – 2:00
- 6. Shades of Gray (Barry Mann, Cynthia Weil) – 3:20
- 7. I Can't Get Her Off My Mind (Boyce, Hart) – 2:23

Друга страна
- 8. For Pete's Sake (Tork, Joey Richards) – 2:10
- 9. Mr. Webster (Boyce, Hart) – 2:02
- 10. Sunny Girlfriend (Nesmith) – 2:31
- 11. Zilch (Dolenz, Jones, Nesmith, Tork) – 1:05
- 12. No Time (Hank Cicalo) – 2:09
- 13. Early Morning Blues and Greens (Diane Hildebrand, Jack Keller) – 2:35
- 14. Randy Scouse Git (Dolenz) – 2:35

Бонус
Године 1995. Рино Рецордс је поново издао Headquarters са шест бонус нумера:
- 15. All of Your Toys (Bill Martin) – 3:02
- 16. The Girl I Knew Somewhere (Nesmith) – 2:39
- 17. Peter Gunn's Gun (Henry Mancini) – 3:38
- 18. Jericho (trad.) – 2:03
- 19.Nine Times Blue (Nesmith) – 2:08
- 20.Pillow Time (Janelle Scott, Matt Willis) – 4:01